# 舊列克星敦 (阿肯色州)
舊列克星敦（英語：Old Lexington）是位於美國阿肯色州斯通縣的一個非建制地區。該地的面積和人口皆未知。

## 地理
舊列克星敦的座標為35°43′11″N 92°24′40″W / 35.71972°N 92.41111°W，而該地的平均海拔高度為410米（即1355英尺）。